# Goodia kuntzei
Goodia kuntzei är en fjärilsart som beskrevs av Herman Dewitz 1881. Goodia kuntzei ingår i släktet Goodia och familjen påfågelsspinnare. Inga underarter finns listade i Catalogue of Life.